# Koroški Selovec
Koroški Selovec este o localitate din comuna Ravne na Koroškem, Slovenia, cu o populație de 81 de locuitori.